# Zhong Shanshan
Zhong Shanshan (Hangzhou, diciembre de 1954) es un empresario multimillonario chino. Es el fundador y presidente de la empresa de bebidas Manantial Nongfu y el propietario mayoritario de Beijing Wantai Biological Pharmacy Enterprise.
En 2022, es el ciudadano chino más rico con un patrimonio neto de 62.300 millones de dólares. Su fuente de riqueza son principalmente bebidas y productos farmacéuticos.

## Biografía
Nació en Hangzhou en 1954. Abandonó la escuela primaria durante la Revolución Cultural y encontró trabajo en la construcción. En 1977, se matriculó en lo que hoy es la Universidad de Radio y Televisión de Zhejiang y estudió chino. Zhong fue reportero del Zhejiang Daily antes de dejarlo en 1988 para ingresar al mundo empresarial. En 1988, Zhong se mudó a Hainan, una isla frente a la costa del sur de China. Vendió setas, camarones y tortugas durante su estancia en la isla. Luego pasó a trabajar en la empresa de bebidas Wahaha como agente de ventas y vendió suplementos para la salud antes de comenzar su propio negocio.
En 1996, Zhong fundó una empresa de agua embotellada en Hangzhou, que más tarde se convirtió en Nongfu Spring. En 1999, Nongfu Spring dejó de eliminar minerales naturales de su agua. Este fue un movimiento de marketing inteligente y ha ayudado enormemente a aumentar la exposición al público objetivo. Era popular en China, donde el agua destilada era la norma en ese momento, a pesar de que muchos se preocupaban por sus beneficios para la salud o la falta de ellos. Bajo el liderazgo de Zhong, la empresa creció hasta convertirse en el mayor productor de agua embotellada de China, así como en una de las empresas de bebidas más grandes del mundo. La empresa superó a gigantes de la industria como Coca-Cola, Watsons y Pepsi para convertirse en la marca de bebidas más vendida.
Zhong ha aprovechado nuevas tecnologías como la computación en la nube y big data para obtener una ventaja clave en la comprensión de la base de clientes de Nongfu Spring. Esto ha permitido una expansión del mercado sin precedentes en todo el país y ha transformado esta alguna vez humilde empresa en un leviatán de proporciones épicas. Según datos de investigación de Nielsen, el agua natural de Nongfu Springs se convirtió en el agua embotellada más popular del país en 2012. En 2012, Nongfu Springs era el mayor vendedor de bebidas envasadas en China. Ha mantenido este dominio durante 8 años consecutivos.